# Martha Künzel
Martha Emma Künzel (* 30. November 1900 in Asch, Böhmen; † 3. Juni 1957 in Allfeld) war eine biologisch-dynamische Pflanzenzüchterin im KZ Dachau.

## Leben und Wirken
Martha Künzel war die Tochter des Fabrikanten Johann Künzel. Sie absolvierte eine Ausbildung zur Gärtnerin an der Gartenbauschule Berlin-Marienfelde. Später arbeitete sie unter Otto Eckstein am anthroposophischen Goetheanum in Dornach bei Basel. Sie folgte 1934 Ehrenfried Pfeiffer zum Versuchsgut Loverendale in den Niederlanden, wo sie unter anderem an der Weizensorte Stamm Rom und zur Verwendung von Heilkräutern als Saatbad arbeitete.
Nach dem Einmarsch der Wehrmacht in Holland arbeitete Künzel im Dienst der Deutschen Versuchsanstalt für Ernährung und Verpflegung, eines Unternehmens der SS, in der Pflanzenversuchsanstalt im KZ Dachau, der Plantage oder, euphemistisch, dem sogenannten Kräutergarten. Als Zivilangestellte der SS war sie ab 1942 in Zusammenarbeit mit dem ebenfalls anthroposophisch ausgebildeten Gärtnermeister Franz Lippert Leiterin der biologisch-dynamischen Versuchsabteilung. Zu ihren Forschungsarbeiten im Auftrag von Heinrich Himmler wurden KZ-Häftlinge (insbesondere aus dem Pfarrerblock) herangezogen. Sie verfolgte dabei einen vollständig esoterischen Ansatz: Vermeintliche Wirkstoffe wurden nach Prinzipien der Homöopathie hergestellt, Äther- und Astralenergie wurden entscheidende Bedeutung beigemessen, und in Séancen versuchte sie, die Natur einer von ihr gehaltenen Kröte zu erfassen.
Am 1. Oktober 1943 heiratete Künzel ihren Vetter Gustav Künzel in Reichenberg im damaligen Sudetenland und löste ihre Anstellung auf. Ihr Nachfolger wurde der ihr zuvor unterstellte Funktionshäftling Albert Riesterer. Er beschreibt sie in seinen Erinnerungen als „eine SS-Dame..., die in weißer Laboratoriumsschürze mit zwei Häftlingen im Gewächshaus 2 arbeitete. Sie war schwarz wie eine Südländerin, sehr freundlich, auch gegen Häftlinge. Ein etwa 10 m langer Teil des Gewächshauses war ihr zur Verfügung gestellt worden zu geheimnisvollen Versuchen. Am Eingang stand: Zutritt streng verboten. Sie unterstand direkt Himmler.“
Nach Kriegsende war sie in der Tschechoslowakei interniert. Anschließend zog sie nach Baden-Württemberg um und verschwieg ihre Verstrickungen in NS-Kriegsverbrechen systematisch. In Bad Rappenau entwickelte sie den nach ihr benannten Künzel-Weizen.
Erst 2015 erfuhr ihre Biografie wieder Aufmerksamkeit. Auch die Zusammenarbeit Künzels und ihrer Kollegen mit Weleda und die ideologisch nahtlose Fortsetzung in der Nachkriegszeit bei beispielsweise Demeter oder der Anastasia-Bewegung begründen bis heute fortbestehende Bedenken gegen biologisch-dynamische Landwirtschaft und Rufe nach Aufklärung. Demeter beauftragte hierzu eine wissenschaftliche Aufarbeitung, deren Ergebnisse für Ende 2023 angekündigt wurden.